# 弗兰肯施泰因
弗兰肯施泰因（德語：Frankenstein，發音：[ˈfʁaŋkn̩ˌʃtaɪn] ⓘ）是德国莱茵兰-普法尔茨州凯撒斯劳滕县的市镇，面积13.8平方千米，2023年12月31日人口为909人。